# Вологі ліси Сьєрра-Мадре-де-Чіапасу
Вологі ліси Сьєрра-Мадре-де-Чіапасу (ідентифікатор WWF: NT0162) — неотропічний екорегіон тропічних та субтропічних вологих широколистяних лісів, розташований на північному заході Центральної Америки.

## Географія
Екорегіон вологих лісів Сьєрра-Мадре-де-Чіапасу охоплює південні схили гір Сьєрра-Мадре-де-Чіапас, що простягаються приблизно на 500 км з північного заходу на південний схід паралельно узбережжю Тихого океану через територію мексиканського штату Чіапас та Гватемали, досягаючи на сході кордону з Сальвадором. Ці гори є частиною Центральноамериканських Кордильєр і Центральноамериканської вулканічної дуги та утворюють південне продовження Південної Сьєрра-Мадре. Вони утворилися наприкінці крейдового періоду внаслідок субдукції літосферних плит. З геологічної точки зору їх основу складають граніти та метаморфічні породи. Найвищими вершинами Сьєрра-Мадре-де-Чіапасу є стратовулкан Тахумулько заввишки 4203 м, який також є найвищою горою Гватемали та всієї Центральної Америки, та активний вулкан Такана заввишки 4060 м, розташований на мексикансько-гватемальському кордоні.
У горах на півночі та північному сході вологі ліси екорегіону переходять у центральноамериканські сосново-дубові ліси та у центральноамериканські гірські ліси, а на вузькій смузі прибережних низовин, що простягаються від передгір'їв Сьєрра-Мадре-де-Чіапасу до узбережжя Тихого океану, — у центральноамериканські сухі ліси.

## Клімат
В межах екорегіону переважає вологий мусонний клімат (Am за класифікацією кліматів Кеппена). Середні температури в горах нижчі, ніж у прилеглих низовинах, і знижуються з висотою. Коли вологі повітряні маси, що надходять з Тихого океану, досягають високогір'їв Сьєрра-Мадре-де-Чіапасу, вони охолоджуються і формують хмари, тумани та орографічні опади. Середньорічна кількість опадів в регіоні коливається від 1500 до 4000 мм, більшість з яких випадає під час літнього сезону дощів.

## Флора
Рослинний покрив екорегіону представлений вічнозеленими широколистяними гірськими тропічними лісами та хмарними лісами. Розподіл рослинних угруповань в регіоні залежить від кількості опадів та висоти над рівнем моря.
У вузькій смузі вздовж південних схилів Сьєрра-Мадре-де-Чіапасу поширені низькогірські дощові ліси, дерева в яких виростають до 25-45 м заввишки. Серед дерев, поширених на низьких висотах екорегіону, слід відзначити юкатанський альсеїс (Alseis yucatanensis), великостовбурову араракангу (Aspidosperma megalocarpon), маянський горіх (Brosimum alicastrum), бразильське гуананді (Calophyllum brasiliense), гірський тамаринд (Dialium guianense), запашну ербліхію (Erblichia odorata), незвичайну гуаттерію (Guatteria anomala), сонячну сапоту (Moquilea platypus), мексиканську магнолію (Magnolia mexicana), сапотілове дерево (Manilkara zapota), червоноцвіту окотею (Ocotea rubriflora), виїмчасту окотею (Ocotea sinuata), колючу масаморро (Poulsenia armata), копалове дерево (Protium copal), маслиновий дуб (Quercus oleoides), дуб Скіннера (Quercus skinneri), гондураське червоне дерево (Swietenia macrophylla), амазонійську терміналію (Terminalia amazonia), мексиканське махагуа (Trichospermum mexicanum), мексиканський в'яз (Ulmus mexicana), гірку ватайрею (Vatairea lundellii), гватемальську вочисію (Vochysia guatemalensis) та різні види фікусів (Ficus spp.).
У середньому ярусі низькогірських дощових лісів переважають невисокі дерева заввишки 10-20 м. Серед дерев, поширених у підліску низькогірських лісів Сьєрра-Мадре-де-Чіапасу, слід відзначити широколисте агуакатільйо (Alchornea latifolia), їстівну алібертію (Alibertia edulis), гватемальську блефардію (Blepharidium guatemalense), гумбо-лімбо (Bursera simaruba), велику кассію (Cassia grandis), мексиканський золотолистник (Chrysophyllum mexicanum), каштанолистий клейдіон (Cleidion castaneifolium), деревоподібну кожобу (Cojoba arborea), священний вухоцвіт (Cymbopetalum penduliflorum), центральноамериканське драконове дерево (Dracaena americana), західну фарамею (Faramea occidentalis), трилисту форкхаммерію (Forchhammeria trifoliata), голу гуарею (Guarea glabra), дводомний хассельтіопсіс (Hasseltiopsis dioica), червону хіртеллу (Hirtella racemosa), купчасту лацистему (Lacistema aggregatum), лікарію Пека (Licaria peckii), сидячий ортіон (Orthion subsessile), блискучу уратею (Ouratea lucens), повстисту палікурею (Palicourea tomentosa), несправжню псевдольмедію (Pseudolmedia spuria), шоколадну куарарібею (Quararibea funebris), дрібноцвітий різдвяноягідник (Crossopetalum parviflorum), гватемальську рінорею (Rinorea guatemalensis), подібний сідероксилон (Sideroxylon persimile), сальвадорську сіміру (Simira salvadorensis), трицвіту слоанею (Sloanea terniflora), кінську таберномонтану (Tabernaemontana donnell-smithii), волохатонасінник Лессерта (Trichospermum lessertianum), білий рамун (Trophis racemosa), Віммерію Бартлетта (Wimmeria bartlettii) та різні види перців (Piper spp.). У підліску низькогірських лісів переважають невисокі гіллясті чагарники, колючі пальми та саговники, тоді як трав'янистих рослин тут зустрічається мало, оскільки сонячні промені ледь пробиваються через густу рослинність. Ліани та епіфіти поширені в усіх ярусах лісу. 
Високогірні дощові ліси поширені на стрімких схилах на висоті від 900 до 2200 м над рівнем моря. Лісовий намет в них розташований на висоті 25-35 м над землею і є більш відкритим та нерівним, ніж у густіших низькогірських лісах. Серед дерев, що домінують у високогірних дощових лісах Сьєрра-Мадре-де-Чіапасу, слід відзначити мексиканську альфароа (Alfaroa mexicana), однодомний каркас (Aphananthe monoica), верапаську ардізію (Ardisia verapazensis subsp. verapazensis), жилчасту ардізію (Ardisia venosa), мексиканську брунеллію (Brunellia mexicana), гладеньку калатолу (Calatola laevigata), мексиканський гедіосмум (Hedyosmum mexicanum), мексиканську гіпербену (Hyperbaena mexicana), мексиканську лунанію (Lunania mexicana), трижилкову матудею (Matudaea trinervia), зубчасту меліосму (Meliosma dentata), ямайський москітоксилум (Mosquitoxylum jamaicense), мексиканський качічін (Oecopetalum mexicanum), ореопанакс Сандера (Oreopanax sanderianus), халапський ореопанакс (Oreopanax xalapensis), яйцеплідний дуб (Quercus oocarpa), довгоквітконіжковий дуб (Quercus peduncularis), платан Ліндена (Platanus lindeniana), червоноплідну тріхілію (Trichilia erythrocarpa) та західну турпінію (Turpinia occidentalis). В середньому ярусі високогірних лісів переважають дерева та кущі заввишки від 5 до 15 м, зокрема міднолисти Скатча (Acalypha skutchii), гіркокаштанові білії (Billia hippocastanum), серцелисті колючоборідники (Centropogon cordifolius), тростинні молінільйо (Chamaedorea pinnatifrons), євгенії Рейвена (Eugenia ravenii), довгоніжкові хампеї (Hampea longipes), лаврові міконії (Miconia lauriformis), гватемальські моллінедії (Mollinedia viridiflora), голівчасті ореопанакси (Oreopanax capitatus), високі психотрії (Psychotria elata), дрібночашечкові паратезіси (Parathesis microcalyx), лимонні сіпаруни (Siparuna thecaphora), мексиканські трофіси (Trophis mexicana), каракаські урери (Urera caracasana) та різні види психотрій (Psychotria spp.), а у підліску — трав'янисті рослини. Також у високогірних дощових лісах регіону поширені різноманітні епіфіти, зокрема мохи, папороті, орхідеї, бромелії та ароїди.

## Фауна
Фауна екорегіону характеризується великим різноманіттям. Тут зустрічається 112 видів ссавців, понад 315 видів птахів, 63 види плазунів та 22 види земноводних. Серед великих ссавців, поширених в екорегіоні, слід відзначити білохвостого оленя (Odocoileus virginianus), центральноамериканську мазаму (Mazama temama), ошийникового пекарі (Dicotyles tajacu), центральноамериканського тапіра (Tapirus bairdii) та центральноамериканську коату (Ateles geoffroyi), а також найбільших хижаків Центральної Америки — ягуарів (Panthera onca) та пум (Puma concolor). Серед інших хижих ссавців, поширених у лісах екорегіону, слід відзначити оцелота (Leopardus pardalis), маргая (Leopardus wiedii), ягуарунді (Herpailurus yagouaroundi), сіру лисицю (Urocyon cinereoargenteus), кінкажу (Potos flavus), какоміцлі (Bassariscus sumichrasti), білоносу носуху (Nasua narica), довгохвостого скунса (Mephitis macroura), південного плямистого скунса (Spilogale angustifrons) та звичайного ракуна (Procyon lotor). 
Також в горах Сьєрра-Мадре-де-Чіапасу поширені численні дрібні ссавці, зокрема центральноамериканські агуті (Dasyprocta punctata), пістряві вивірки (Sciurus variegatoides), мексиканські рудочереві вивірки (Sciurus aureogaster), вивірки Деппе (Sciurus deppei), [ацтекські миші (Peromyscus aztecus), мексиканські коенду (Coendou mexicanus), віргінські опосуми (Didelphis virginiana), південні опосуми (Didelphis marsupialis), мексиканські мишачі опосуми (Marmosa mexicana), північні чотириокі опосуми (Philander vossi), дев'ятипоясні броненосці (Dasypus novemcinctus), північні тамандуа (Tamandua mexicana) та ямайські плодоїди (Artibeus jamaicensis). Майже ендемічними представниками екорегіону є гватемальські полівки (Microtus guatemalensis), гватемальські оленячі миші (Peromyscus guatemalensis), дрібнозубі врожайниці (Reithrodontomys microdon) та ширококігтеві бурозубки Гудвіна (Cryptotis goodwini).
Серед поширених в екорегіоні птахів слід відзначити чубатого токро (Odontophorus guttatus), мексиканського голубка (Zentrygon albifacies), пурпуровогрудого талпакоті (Paraclaravis mondetoura), малого ані (Crotophaga sulcirostris), мексиканського дрімлюгу (Antrostomus arizonae), великого серпокрильця-вилохвоста (Panyptila sanctihieronymi), зеленого колібрі (Colibri thalassinus), багряногорлого колібрі (Lamprolaima rhami), північного колібрі-герцога (Eugenes fulgens), мексиканського колібрі-сапфіра (Basilinna leucotis), аметистовогорлого колібрі-самоцвіта (Lampornis amethystinus), чорночубого колібрі-вусаня (Lophornis helenae), фіолетового колібрі-шаблекрила (Campylopterus hemileucurus), великодзьобого канюка (Rupornis magnirostris), мексиканського канюка (Buteo plagiatus), темну сову (Asio stygius), рудого сичика-горобця (Glaucidium brasilianum), гірського трогона (Trogon mexicanus), плямистоволого аракарі (Pteroglossus torquatus), бурого дзьогана (Leuconotopicus fumigatus), панамського катіту (Bolborhynchus lineola), гватемальську мурашницю (Grallaria guatimalensis), плямистолобого дереволаза (Lepidocolaptes affinis), рудого грімпаря (Dendrocincla homochroa), рудого монудо (Mitrephanes phaeocercus), каштановобокого віреона (Vireolanius melitophrys), андійського віреона (Vireo leucophrys), однобарвну сойку (Aphelocoma unicolor), сіроволого тріщука (Henicorhina leucophrys), білогорлого дрозда (Turdus assimilis), сальвадорського дрозда (Turdus infuscatus), зеленобокого органіста (Chlorophonia occipitalis), гондураську гутураму (Chlorophonia elegantissima), великого заросляка (Atlapetes albinucha), мінливобарвного зеленника (Chlorospingus flavopectus), золотобрового коронника (Basileuterus belli), вогнисту пірангу (Piranga bidentata), андійську шиферку (Haplospiza rustica) та садового квіткокола (Diglossa baritula).
Ендеміками екорегіону є лазурові танагри (Poecilostreptus cabanisi), а майже ендемічними його представниками — мексиканські пенелопи (Penelopina nigra), рогаті пенелопи (Oreophasis derbianus), білолобі перепелиці (Dendrortyx leucophrys), західні перепелиці-клоуни (Cyrtonyx ocellatus), малахітові колібрі (Abeillia abeillei), руді колібрі-шаблекрили (Pampa rufa), гватемальські колібрі-ельфи (Selasphorus ellioti), зеленогорлі колібрі-самоцвіти (Lampornis viridipallens), синьохвості амазилії-берили (Saucerottia cyanura), чіяпські сови (Strix fulvescens), білоброві сичі (Aegolius ridgwayi), довгохвості квезалі (Pharomachrus mocinno), блакитногорлі момоти (Aspatha gularis), гватемальські деколи (Colaptes mexicanoides), північні тирани-малюки (Zimmerius vilissimus), чорногорлі гагери (Cyanolyca pumilo), рудоброві волоочки (Troglodytes rufociliatus), білочереві пересмішники (Melanotis hypoleucus), рудошиї дрозди (Turdus rufitorques), панамські дрозди (Turdus plebejus), строкатогруді дрозди-короткодзьоби (Catharus dryas), жовтошиї чіапи (Melozone leucotis), рудощокі чіапи (Melozone biarcuata), гватемальські чижі (Spinus atriceps) та сині семілеро (Amaurospiza concolor).
Територія екорегіону є важливим центром ендемізму для саламандр та метеликів. Тут зустрічаються ендемічні лазаючі саламандри Франкліна (Bolitoglossa franklini), а також кілька ендемічних видів плазунів, зокрема кавові аноліси (Anolis dollfusianus), колючі ігуани Бокура (Sceloporus acanthinus), кавові земляні змії (Geophis nasalis) та бурі полози Посадаса (Rhadinella posadasi).

## Збереження
Значна частина лісів екорегіону була знищена та перетворена на кавові плантації, пасовища та інші сільськогосподарські угіддя, або деградувала та була значно фрагментована. Тим не менш, тут все ще залишаються одні з найбільших масивів незайманих дощових лісів у Мексиці та Гватемалі, які переважно збереглися на стрімких або важкодоступних схилах. Основними загрозами для збереження природи регіону є інтенсивні вирубки, пожежі, розширення сільськогосподарських угідь та поселень.
Оцінка 2017 року показала, що 42 329 км², або 29 % екорегіону, є заповідними територіями. Природоохоронні території включають: Біосферний заповідник Ель-Тріунфо та Біосферний заповідник Ла-Сепультура в Мексиці, а також Біосферний заповідник вулкану Такана в Гватемалі.